# デービス・ベッセ原子力発電所
デービス・ベッセ原子力発電所（Davis-Besse Nuclear Power Station）はアメリカ合衆国オハイオ州オークハーバー近くのエリー湖東南岸に位置する原子力発電所である。当初はクリーブランド・エレクトリック・イルミネーティング（CEI）社とトレド・エジソン（TE）社に共同所有されており、現在はファーストエナジー社傘下のファーストエナジー・ニュークリア・オペレーティングカンパニーによって運用されている。発電所の名称はTE社のジョン・デービス元会長とCEI社のラルフ・ベッセ元会長に因んだものである。

## 設備

### 1号機
- 炉形式　加圧水型原子炉（PWR）
- 電気出力 898MW
- 運転開始 1978年7月31日

## 過去の主なトラブル
2002年3月の検査で原子炉圧力容器の6.5インチ（約165mm）肉厚の上蓋が腐食貫通寸前となっていたことが発見された。ノズルの割れによって漏れ出した一次冷却水中のホウ酸による腐食で圧力容器の表面20-30平方インチ（約130-190cm2）の炭素鋼部分が失われ、クラッド材のステンレス鋼のみが残っている状態であった。仮に一次冷却水が格納容器内に漏れ出すことがあれば非常用炉心冷却装置の作動が必要となるところであった。本事象は2005年にNRCによって原子力災害に至る可能性のある事象（スリーマイル島原子力発電所事故は含まない）の第10位に位置するとされた。国際原子力事象評価尺度（INES）はレベル3。